# Армейский авиационный корпус (Дания)
Датский армейский авиационный корпус (дат. Haerens Flyverkorps) — основа и предшественник современных датских ВВС. Был создан в августе 1922 года, после неудачных попыток, предпринятых между 1912 и 1919 годами. Корпус никогда не достигал своей штатной численности и ему приходилось довольствоваться только одной разведывательной эскадрильей из 8 Potez XV.A2 и учебной школой (первоначально оснащенной 5-ю старыми LVG B.III и парой новых учебных Fokker C.I). В 1925 году состоялось первое пополнение в виде 3-х модифицированных Fokker C.I и 22-х (15 двухместных и 7 одноместных) O-Maskinen (датская производная Fokker C.I) которыми начали заменять LVG B.III в учебном подразделении. Все эти новые самолёты были произведены королевской арсенальной мастерской (дат. Tojhusvaerk-stedeme). Потезы в разведывательной эскадрильи были заменены Fokker C.VB, 5 из которых были поставлены компанией Fokker, а 13 построены в Дании.
К 1932 году, когда корпус был реорганизован в армейские авиационные войска (дат. Haerens Flyvertropper) — разведывательная эскадрилья по-прежнему оставалась единственной. После реорганизации, Датские ВВС надеялись достичь численности двух истребительных и трех разведывательных эскадрилий. Фактически, к 9 апреля 1940 года — вступлении Дании во вторую мировую войну они состояли из:

## 1. Eskadrille
Сформирована 1 ноября 1932 года в качестве первой истребительной эскадрильи датских ВВС. Эта часть первоначально была оснащена 4 Bristol Type 105D Bulldogs (первоначальные серийные номера J-151 — J-154), приобретенными в 1931 году. Пять лет спустя датское правительство получило лицензию на Gloster Gauntlet и после получения из Англии одного экземпляра в качестве эталона (серийный номер J-21), армейская авиационная войсковая мастерская (дат. Haerens Flyvertropper Vaerksteder) произвела ещё 17 экземпляров (J-22 — J-38). 1-я эскадрилья была полностью укомплектована в качестве первой датской истребительной части к концу 1938 года.

## 2. Eskadrille
Сформирована 1 ноября 1932 года путём переименования единственной летной эскадрильей, имевшей к тому моменту Fokker C.VB. В июле 1937 года в Голландии были приобретены 2 Fokker D.XXI (серийные номера J-41 и J-42). Также была приобретена лицензия на их производство и в 1939—1940 годах Vaerksteder построил ещё 10 экземпляров. Эти самолёты были оснащены 825-сильным двигателем Mercury VIII и вооружены двумя 8-мм пулемётами DISA в фюзеляже.
Один из самолётов (J-42) в порядке эксперимента был оснащен 20-мм пушкой Madsen в подкрыльевых обтекателях. 2-я эскадрилья начала перевооружение на Fokker D.XXI в конце 1939 года. Все 12 самолётов были поставлены, но часть не освоила их в полном объёме к моменту захвата Дании. К этой дате на вооружении 2-й эскадрильи числилось 8 Fokker D.XXI.

## 3. Eskadrille
Сформирована 1 ноября 1932 года. Отсутствие доступных ресурсов для формирования данной части привело к тому, что первоначально её оснастили 22 одно- и двухместными O-Maskinen, взятыми из летной школы (Flyverskole) в da:Klovermarken. В 1933—1935 годах Haerens Flyvertropper Vaerksteder произвела по лицензии 23 новых разведывательных биплана Fokker C.VE. Эталонный самолёт производства Fokker и первые 11 экземпляров собственной постройки пошли на вооружение 3-й эскадрильи, заменяя учебные O-Maskinen. Они возможно были дополнены C.VB из состава 2-й эскадрильи и C.VE из состава 5-й.

## 5. Eskadrille
Сформирована в 1935 году с вооружением вторым десятком построенных по лицензии Fokker C.VE. Неизвестно, имела ли эта часть самолёты к началу Второй мировой войны. Существует информация, что часть была расформирована в период 1935—1940 годов для поддержания численного состава 3-й эскадрильи на минимальном уровне в 12 самолётов.

## Авиатехника Корпуса в 1912—1940 годы
- 1 B&S 1912—1913
- 4 Maurice Farman 1913—1922
- 3 Henri Farman 1913—1919
- 1 Caudron 1914—1922
- 1 Bleriot 1915
- 2 Morane-Saulnier 1915—1919
- 2 DK I & II 1916—1924
- 12 °F.B. 5 1917—1924
- 6 Type Aa. 1917—1919
- 9 H.1 til H.5 1918—1924
- 2 Södertälje Werkstad 17 1918—1924
- 5 LVG B.III 1920—1929
- 4 Brequet XIV. A2 1920—1927
- 5 Avro 504K 1921—1931
- 1 Rumpler B.I 1921
- 1 Fokker D.VII 1922—1927
- 5 Fokker C.I 1923—1933
- 8 Potez XV H2 1923—1928
- 2 Fokker S.III 1924—1927
- 41 Fokker C.V IIIR 1926—1940
- 22 O-maskinen IO, 1928—1940
- 8 de Havilland Moth 1928—1940
- 4 Bristol Bulldog IJ, 1931—1940
- 15 De Havilland Tiger Moth IS, 1933—1940
- 2 de Havilland Dragon IIS, 1934—1939
- 2 Cierva C.30 (автожир) IM, 1936—1940
- 18 Gloster Gauntlet IIJ, 1936—1940
- 2 de Havilland Dragonfly IIIS, 1937—1939
- 12 Fokker D.XXI IIIJ, 1938—1940